# Вежа (жилище)
Вежа (кильд. саам. куэдтҍ, йок.-саам. кыэдтӭ, на других диалектах кольских саамов — куэтть, куэт, кюит «связанная») — традиционное жилище саамов, чаще всего стационарное, в виде четырёхугольной пирамиды с усечённой вершиной. Сверху вежа покрывается древесной корой, шкурами, дёрном, хворостом. Вежи обыкновенно служили жилищем на короткое промысловое время на рыболовных (летних, осенних и весенних) местах. При перекочёвке саамы не разрушали их, а оставляли на том же месте, чтобы воспользоваться ими на обратном пути. В более ранние времена в вежах жили и зимой.
У западных саамов, живущих на территории Скандинавии, подобные строения назывались goahti или kota, но между ними и вежей есть некоторые различия, в частности и то, что kota могла быть переносной. В представлении российских исследователей конца XIX — начала XX века, именно вежа ассоциировалась с культурой саамов. Однако уже тогда её путали с другим саамским жилищем — переносной куваксой, эта ошибка периодически встречается в некоторых статьях и подписях к фото.

## Устройство вежи
Устройство вежи встречается в работах ряда исследователей, у этнографа и специалиста по саамской культуре Т.В. Лукьянченко, помимо описания конструкции вежи, приведены ещё и названия всех частей жилища на кильдинском диалекте саамского языка. В современной орфографии их приводит в книге «Жизнь, обычаи и мифы кольских саамов в прошлом и настоящем» Н. П. Большакова.
Саамские вежи были разного размера, в среднем площадью 3х3 метра, высотой до 2,5 метров. Чтобы построить вежу, саамы очищали от песка и дёрна место будущего строения, втыкали в землю очищенные от коры еловые и сосновые колья около 2 метров длиной. Основу каркаса вежи составляли две пары изогнутых жердей (кильд. саам. ва̄ллтэгк «горбатая жердь»), которые втыкались в землю в предполагаемых углах постройки, а верхние концы их перекрещивались попарно друг с другом так, что одна пара жердей оказывалась параллельной другой. В верхних концах этих жердей делалось по сквозному отверстию, через которые пропускали пятую горизонтальную жердь (кильд. саам. суввмӯрр «дымовая жердь»), которая скрепляла весь остов. Для более прочного скрепления каркаса жерди ва̄ллтэгк соединялись ещё одной или двумя горизонтальными жердями, которые шли параллельно «дымовой». Жилище с подобным креплением основных жердей не известно ни у одного из народов европейского и азиатского Севера.
Покрытие вежи состояло из прислонённых к остову жердей, берёзовой, сосновой или еловой коры и дёрна, к которому для большей прочности сверху приставлялось ещё несколько жердей. Тонкие концы кольев вверху скрепляли, оставляя наверху отверстие для дыма (кильд. саам. ре̄һпенҍ). Путешественник В.И. Немирович-Данченко писал, что летом вежа обрастает травой и издалека смотрится невысоким зелёным холмиком.
В восточных районах Кольского полуострова была распространена вежа несколько иной конструкции: в её основании лежал небольшой сруб из горбыля или тонких брёвен в два-три венца, углы которого скреплялись рубкой в лапу. На верхний венец укладывали один ряд поставленных на ребро досок (лывт, кильд. саам. лӯввьт) и на них ставили остальной каркас жилища. Первым слоем покрытия служили доски, которые образовывали четыре наклонные по отношению к центру стены жилья.
Входная дверь (кильд. саам. уккс) устраивалась на южной стене, открывалась наружу; так как дверь располагалась на наклонной поверхности, то быстро и плотно закрывалась, что способствовало большему сохранению тепла в жилище. Дверь делали из досок, крепилась она на железных, деревянных , кожаных или роговых петлях. В более архаичном варианте вежи напротив южной двери находилась ещё одна, поменьше (пассь-уккс, кильд. саам. поа̄шш уккс «священная дверь»). Она имела ритуальное значение: через неё уходили и возвращались с промысла, пользовались ею только мужчины. Позже на месте ритуальной двери саамы иногда делали окно (иккен, кильд. саам. эһкан, йок.-саам. еһһкан), затягивая его рыбьим пузырём, но в целом окно в веже было редкостью. Внутри вежи пол устилали берёзовыми ветками, поэтому в Коле даже присказка была: «В веже, что в бане — вениками пахнет». На ветки клали оленьи шкуры, на которых спали. Иногда поверх веток под шкуры клали доски.
Во время дождей и морозов, после топки рыһпенҍ закрывали брезентом или шкурой. Под этим отверстием укладывали очаг из плоского камня (кильд. саам. то̄ллсайй «место огня»). Над ним к поперечной перекладине, дымовой жерди или на специальных приспособлениях из брёвен размещали крюк (кильд. саам. а̄ввль, а̄лльв), на который подвешивали котёл.
По обе стороны от очага находились жилые половины (луайд, кильд. саам. ла̄ййт). Часть вежи между очагом и входом служила местом для различных женских занятий. Здесь же во время родов находилось ложе роженицы. Задняя часть вежи, за очагом, считалась священной. В ней находилось «чистое место» (лыпс, кильд. саам. поа̄шш сайй), огороженное с трёх сторон поставленными на ребро досками или брёвнами (кильд. саам. по̄ллт). Здесь саамы хранили запасы пищи, посуду, домашнюю утварь. Переступать границу «чистого места» и даже наступать ногой на поставленные доски не разрешалось, однако к XX веку эти запреты исчезли. Самое ценное из домашнего имущества — стеклянную посуду, иконы, картинки — иногда ставили на полочки, прикреплённые к задней стене. Одежду развешивали на горизонтальной жерди (кильд. саам. о̄ллк) вдоль задней стены или на верёвках под потолком. Направо от очага ложились мужчины, налево — женщины. Если в веже жила одна семья, то наиболее почётное место хозяина, главы семьи, находилось на правой от входа жилой половине, около «чистого места», за ним следовало место хозяйки. На левой половине располагались дети и работники (если таковые были). Если в веже жили две семьи, то каждая хозяйничала на своей половине жилища, слева и справа от очага.
У зажиточных саамов вежи были попросторнее, изнутри обивались шкурами или толстой тканью. По свидетельствам этнографов, в веже почти всегда было сумрачно, грязно, дымно и тесно от большого количества обитателей , постели, домашний скарб, одежда, снасти лежали где попало, было душно и неприятно пахло.
Вежа обладала большим количеством недостатков, однако была хороша скорыми сроками изготовления: на сооружение одной вежи у двух взрослых мужчин, согласно воспоминаниям саамских информантов, уходило от четырёх дней до одной недели труда. Недостатки вежи способствовали переходу большей части саамов к более удобному и благоустроенному жилищу — тупе (кильд. саам. пэ̄ҏҏт, йок.-саам. паҏҏт, баб. саам. пыррт). В 1927 году исследователь В. В. Чарнолуский писал, что вежа почти исчезла из быта саамов, и увидеть вежи можно было на их осенних и весенних местах обитания. Шведские горные саамы-оленеводы во время своих летних перекочёвок и теперь живут в лёгких переносных котах, сохраняющих описанную выше конструкцию, в основе которой лежат две пары жердей.
Одним из последних известных настоящих строений этого типа на Кольском полуострове была вежа на территории заброшенного Нижнекаменского погоста. Годы её постройки не известны, но известно, что в этой веже в 1920 году останавливался этнограф В. В. Чарнолуский. В 1980-х её отреставрировал орнитолог С. Ганусевич, а в конце XX века вежу разобрали и вертолётом перевезли в Краеведческий музей ООО «Ловозерский ГОК» в посёлке Ревда, где её тщательно восстановили сотрудники музея, не используя «неродные» детали в конструкции. Нижнекаменская вежа специалистами считается уникальнейшим экземпляром, потому что подобного экспоната, такой сохранности и старины, нет даже в гораздо более именитых музеях Норвегии и Швеции.

## Реконструкция вежи
В 2019 году группой русских энтузиастов-исследователей под руководством П.В. Каменева, выпускника аспирантуры Мурманского арктического государственного университета, недалеко от Мурманска была возведена саамская вежа с учётом традиций и тонкостей строительства. Объектом реконструкции была выбрана именно вежа, так как она являлась базовым саамским жилым строением, для её возведения не требовалось обладать высоким навыком столярно-плотницких работ и стоимость проекта была невысока. Основными информантами были представители коренного народа саамов — Г. П. Лукин и А. А. Кобелев.

## В фольклоре
Об архаичности вежи говорит словосочетание «вежное время», встречающееся в саамских сказках — аналог русского «давным-давно»: то есть речь идёт о далёком прошлом, о тех временах, когда «люди в вежах жили и назывались вежниками».